# WCW Greed 2001
WCW præsenterede d. 18. marts 2001, Greed 2001 i Jacksonville Memorial Coliseum i Jacksonville, Florida. Det var det allersidste WCW Pay-Per-View før firmaet blev opkøbt af WWF.

## Resultater
- Jason Jett besejrede Kwee-Wee
- WCW Cruiserweight Tag Team Mesterskabet: Elix Skipper & Kid Romeo besejrede Billy Kidman & Rey Mysterio
- Shawn Stasiak besejrede Bam Bam Bigelow
- Lance Storm & Mike Awesome besejrede Hugh Morrus & Konnan
- WCW Cruiserweight Mesterskabet: Shane Helms besejrede Chavo Guerrero jr.
- WCW Tag Team Mesterskabet: Chuck Palumbo & Sean O'Haire besejrede Buff Bagwell & Lex Luger
- Ernest Miller besejrede Chris Kanyon
- WCW Amerika Mesterskabet:Booker T besejrede Rick Steiner
- Dusty Rhodes & Dustin Rhodes besejrede Jeff Jarrett & Ric Flair
- WCW Verdens Mesterskabet: Scott Steiner besejrede Diamond Dallas Page